# لين برينان
لين برينان (بالإنجليزية: Len Brennan)‏ هو لاعب دوري الرغبي أسترالي، ولد في 1911 في برمنغهام في المملكة المتحدة، وتوفي في 1943 في إيطاليا.